# A Hartford Whalers játékosainak listája
Ez a lista tartalmazza a Hartford Whalers játékosait, akik legalább egy mérkőzésen pályára léptek 1979–1980 és 1996–1997 között a National Hockey League-es Hartford Whalersben és 1972–1973 és 1978–1979 között a New Englandban Whalersben (World Hockey Association).
| Ábécé szerinti tartalomjegyzék                      |
| --------------------------------------------------- |
| A B C D E F G H I J K L M N O P Q R S T U V W X Y Z |

## A
- Christer Abrahamsson,
- Thommy Abrahamsson,
- Greg Adams,
- Jim Agnew,
- Kevin Ahearn,
- Steve Alley,
- Ray Allison,
- John Anderson,
- Russ Anderson,
- Mikael Andersson,
- Mike Antonovich,
- Danny Arndt,
- Fred Arthur,

## B
- Dave Babych,
- Wayne Babych,
- Jergus Baca,
- Ralph Backstrom,
- Reid Bailey,
- Norm Barnes,
- Dave Barr,
- Bill Bennett,
- Marc Bergevin,
- Bill Berglund,
- James Black,
- Don Blackburn,
- Bob Bodak,
- Dan Bolduc,
- Don Borgeson,
- Tim Bothwell,
- Dan Bourbonnais,
- Charlie Bourgeois,
- Pat Boutette,
- Greg Britz,
- Richard Brodeur,
- Jeff Brown,
- Kevin Brown,
- Rob Brown,
- Jack Brownschidle,
- Jeff Brownschidle,
- Jeff Brubaker,
- Ron Busniuk,
- Sean Burke,
- Adam Burt,
- Bill Butters,
- Mike Byers,

## C
- Terry Caffery,
- Brett Callighen,
- Wayne Carleton,
- Jack Carlson,
- Steve Carlson,
- Greg Carroll,
- Jimmy Carson,
- Lindsay Carson,
- Andrew Cassels,
- Brian Chapman,
- Kelly Chase,
- Bob Charlebois,
- Steve Chiasson,
- Igor Chibirev,
- Shane Churla,
- Ron Climie,
- Paul Coffey,
- Gaye Cooley,
- Yvon Corriveau,
- Sylvain Cote,
- Yves Courteau,
- Murray Craven,
- Bob Crawford,
- Mike Crombeen,
- Doug Crossman,
- Ted Crowley,
- Jim Culhane,
- John Cullen,
- Randy Cunneyworth,
- John Cunniff,
- Tony Currie,
- Paul Cyr,

## D
- Corrie D'Alessio,
- John Danby,
- Jeff Daniels,
- Scott Daniels,
- Joe Day,
- Dave Debol,
- Gerald Diduck,
- Kevin Dineen,
- Hnat Domenichelli,
- Jim Dorey,
- Jordy Douglas,
- Ted Drury,
- Richie Dunn,
- Norm Dupont,
- Steve Dykstra,

## E
- Tommy Earl,
- Nelson Emerson,
- Dean Evason,

## F
- Glen Featherstone,
- Paul Fenton,
- Ray Ferraro,
- Mike Fidler,
- Nick Fotiu,
- Ron Francis,
- John French,
- Dan Fridgen,
- Mark Fusco,

## G
- Michel Galarneau,
- Bill Gardner,
- John Garrett,
- Marty Gateman,
- Dallas Gaume,
- Stewart Gavin,
- Jean-Sebastien Giguere,
- Randy Gilhen,
- Don Gillen,
- Paul Gillis,
- Larry Giroux,
- Brian Glynn,
- Alexander Godynyuk,
- Mario Gosselin,
- Chris Govedaris,
- Ted Green,
- Mark Greig,
- Stu Grimson,

## H
- Kevin Haller,
- Alan Hangsleben,
- Dave Hanson,
- Todd Harkins,
- Hugh Harris,
- Archie Henderson,
- Bob Hess,
- Mark Heystee,
- Brian Hill,
- Rick Hodgson,
- Mike Hoffman,
- Paul Hoganson,
- Bobby Holik,
- Ken Holland,
- Ed Hospodar,
- Doug Houda,
- Garry Howatt,
- Gordie Howe,
- Mark Howe,
- Marty Howe,
- Pat Hughes,
- Bobby Hull,
- Jody Hull,
- Mark Hunter,
- Paul Hurley,
- Mike Hyndman,
- Dave Hynes,

## I
- Dave Inkpen,

## J
- Mark Janssens,
- Doug Jarvis,
- Grant Jennings,
- David Jensen,
- Mark Johnson,
- Bernie Johnston,
- Ric Jordan,

## K
- Sami Kapanen,
- Al Karlander,
- Ed Kastelic,
- Dan Keczmer,
- Mike Keeler,
- Kevin Kemp,
- Dave Keon,
- Tim Kerr,
- Derek King,
- Scot Kleinendorst,
- Steve Konroyd,
- Chris Kotsopoulos,
- Robert Kron,
- Todd Krygier,
- Frantisek Kucera,
- Nick Kypreos,

## L
- Andre Lacroix,
- Pierre Lacroix,
- Randy Ladouceur,
- Marc Laforge,
- Bruce Landon,
- Pierre Larouche,
- Paul Lawless,
- Brian Lawton,
- Jamie Leach,
- Jocelyn Lemieux,
- Mike Lenarduzzi,
- Curtis Leschyshyn,
- Rick Ley,
- Mike Liut,
- Chuck Luksa,
- Dave Lumley,
- Gilles Lupien,
- George Lyle,

## M
- Paul MacDermid,
- Gary MacGregor,
- Randy MacGregor,
- Norm Maciver,
- Rick MacLeish,
- Marek Malik,
- Merlin Malinowski,
- Greg Malone,
- Don Maloney,
- Kent Manderville,
- Bryan Marchment,
- Paul Marshall,
- Tom Martin,
- Steve Martins,
- Bryan Maxwell,
- Jim Mayer,
- Jason McBain,
- Rob McClanahan,
- Brad McCrimmon,
- Gerry McDonald,
- Mike McDougall,
- Mike McEwen,
- Bob McGill,
- Jack McIlhargey,
- Ross McKay,
- Jim McKenzie,
- John McKenzie,
- Bob McManama,
- Rick Meagher,
- Glenn Merkosky,
- Gerry Methe,
- Mike Millar,
- Greg Millen,
- Warren Miller,
- Chris Murray,
- Dana Murzyn,
- Jason Muzzatti,

## N
- Don Nachbaur,
- Ray Neufeld,
- John Newberry,
- Barry Nieckar,
- Andrei Nikolishin,
- Lee Norwood,
- Michael Nylander,

## O
- Fred O’Donnell,
- Jeff O'Neill,
- Ted Ouimet,

## P
- Rosaire Paiement,
- Jeff Parker,
- Mark Paterson,
- James Patrick,
- Jim Pavese,
- Allen Pedersen,
- Barry Pederson,
- Andre Peloffy,
- Brent Peterson,
- Robert Petrovicky,
- Jörgen Pettersson,
- Michel Picard,
- Randy Pierce,
- Frank Pietrangelo,
- Larry Pleau,
- Ron Plumb,
- Marc Potvin,
- Patrick Poulin,
- Nolan Pratt,
- Keith Primeau,
- Chris Pronger,
- Brian Propp,

## Q
- Joel Quenneville,

## R
- Cap Raeder,
- Paul Ranheim,
- Daryl Reaugh,
- Mark Reeds,
- Jeff Reese,
- Mark Renaud,
- Steven Rice,
- Todd Richards,
- Steve Richardson,
- Doug Roberts,
- Gordie Roberts,
- Torrie Robertson,
- Mike Rogers,
- Tom Rowe,
- Pierre Roy,

## S
- Ulf Samuelsson,
- Geoff Sanderson,
- Jim Sandlak,
- Dick Sarrazin,
- Jean Savard,
- Maynard Schurman,
- Brit Selby,
- Brad Selwood,
- Dave Semenko,
- Brendan Shanahan,
- Daniel Shank,
- Brad Shaw,
- Neil Sheehy,
- Tim Sheehy,
- Gord Sherven,
- Paul Shmyr,
- Peter Sidorkiewicz,
- Risto Siltanen,
- Al Sims,
- Dale Smedsmo,
- Al Smith,
- Guy Smith,
- Stuart Smith,
- Kevin Smyth,
- Ed Staniowski,
- Bob Stephenson,
- John Stevens,
- Jim Storm,
- Blaine Stoughton,
- Steve Stoyanovich,
- Doug Sulliman,
- Bob Sullivan,
- Garry Swain,

## T
- Chris Tancill,
- Jim Thomson,
- Dave Tippett,
- Mike Tomlak,
- Jim Troy,
- Al Tuer,
- Darren Turcotte,
- Sylvain Turgeon,

## V
- Mike Veisor,
- Mike Vellucci,
- Pat Verbeek,
- Mickey Volcan,

## W
- Jim Warner,
- Tom Webster,
- Steve Weeks,
- Eric Weinrich,
- Wally Weir,
- Blake Wesley,
- Glen Wesley,
- Kay Whitmore,
- Dave Williams,
- Tom Williams,
- Carey Wilson,

## Y
- Terry Yake,
- Ross Yates,
- Scott Young,

## Z
- Zarley Zalapski,
- Mike Zuke,